# 超規範子
超規範子是假設中與規範場相應的超對稱費米子，是規範場論和超對稱理論推導的粒子。除了超引力子的自旋為3/2外，超規範子的自旋均為1/2。

## 種類
在最簡超對稱標準模型中超規範子有以下粒子：
- 超膠子，膠子的超對稱粒子，具八種色荷。
- 超引力子，引力子的超對稱粒子。
- 超W子（Winos，有正負電荷兩種）、超Z子（Zino），W及Z玻色子的超對稱粒子。
- 超B子（Bino），於規範對稱群U(1)（對應弱超荷）的超對稱粒子。

有時超電弱子（Electroweakino）會用以指代超W子和超B子，有時也包括超希格斯粒子。

## 假設性質
超規範子可與超希格斯粒子組合，形成質量本征態（Mass eigenstate）：不帶電荷的超中性子及帶電荷的超荷子。